# Гегамян, Валерий Арутюнович
Валерий Арутюнович Гегамян (7 апреля, 1925, с. Баш-Гарни, Эриванский уезд, Армянская ССР — 11 сентября, 2000, Одесса, Украина) — украинский художник армянского происхождения, педагог, первый декан (1965—1968) художественно-графического факультета  Одесского педагогического института имени К. Д. Ушинского.

## Биография
Родился 7 апреля 1925 года в армянском селе Гарни. Отец Валерия, Арутюн Ханагян, был актером, известным комиком Еревана. Отца репрессировали. Мать Валерия происходила из старинного княжеского рода Тер-Меликсициан, что тоже было в те времена небезопасно. Мальчику дали фамилию Гегамян, произведённую от имени дедушки, которого звали Гегам.
В начале 1940-х годов поступил в Ереванское художественное училище. С 1945 по 1951 год учился у Мартироса Сарьяна в Ереванском художественном институте.
С 1953 года работал ведущим художником в секции монументальной живописи при ХФ СССР в Москве, куда поступил по рекомендации Сарьяна.
С 1957 года жил в Биробиджане, где преподавал в местном художественном училище.
В 1958 году перебрался в Махачкалу, где работал преподавателем живописи, рисунка и композиции на старших курсах Махачкалинского художественного училища им. М. Джемала.
С начала 1960-х годов жил и работал в Одессе. В 1965 году стал основателем и деканом художественно-графического факультета в Одесском педагогическом институте, где проработал более 20 лет (по 1988 год).
Умер Валерий Арутюнович Гегамян 11 сентября 2000 года в Одессе.
В 2001 году состоялась мемориальная выставка в Одесском художественном музее. Известен как автор монументальных полотен, больших тематических циклов и графических серий. Также писал портреты, пейзажи и натюрморты.

## Известные ученики
- Юрий Горбачёв[3]
- Сергей Лыков[4]
- Виктор Покиданец[5]
- Александр Ройтбурд[2]
- Василий Рябченко[6]